# ウォルト・ミニック
ウォルター・クリフォード・ミニック(Walter Clifford Minnick, 1942年9月20日 - )は、アメリカ合衆国の政治家。所属政党は民主党。連邦下院議員(アイダホ州1区)。
2008年、ミニックは現職のウィリアム・サリを破って当選したが、2010年の総選挙では挑戦者のラウル・ラブラドールに敗れた。退任後は、元選挙スタッフらとともに共同設立したロビー企業でロビイストとして活動している。

## 経歴
ミニックは、ワシントン州ワラワラの小麦農家で生まれ育った。1964年、ウィットマン大学で学士号を取得し、ハーバード・ビジネス・スクールに入学。1966年にMBAを取得した後、ハーバード・ロー・スクールに入学し、1969年に法務博士（専門職）を取得して卒業した。1970年から2年間、アメリカ陸軍に所属し、ベトナム戦争に参加した。また、経済専門家として国防総省でベトナミゼーションに関するタスクフォースに参加した。1971年から、リチャード・ニクソン政権下でホワイトハウスのスタッフとなり、 国内政策会議のスタッフや行政管理予算局の副局長補佐として務めた。また、ホワイトハウスで連邦捜査局(FBI)と麻薬危険薬物取締局の連絡に当たっていたエギル・クローのもとで、国家薬物取締政策局の創設にも携わった。1973年10月、ニクソンがエリオット・リチャードソン司法長官や特別検察官アーチボルド・コックスらを解任した「土曜の夜の虐殺」に抗議し、ミニックは辞職した。
1996年の連邦上院議員選挙でミニックは、ボブ・ケリー上院議員(ネブラスカ州選出)から、共和党現職のラリー・クレイグ上院議員の対抗馬としてスカウトされた。長らく党派に所属していなかったため無所属で出馬する予定だったが、セシル・D・アンドラス元州知事の説得で民主党から出馬することになった。選挙では4割ほどの票しか獲得できずに落選した。
2008年、ミニックはアイダホ州第1選挙区から下院議員選挙に出馬。共和党現職のウィリアム・サリを約4,200票差で破り当選した。同選挙区で民主党候補が当選したのは、1992年のラリー・ラロッコ以来のことだった。アイダホ州1区は伝統的に共和党が強い地区とされており、実際大統領選挙でも共和党候補のジョン・マケインが6割近い票を獲得した。ボイシ州立大学の政治学者ゲイリー・モンクリーフはミニックが当選した理由について、ウィリアム・サリが有権者に人気が無かったからだと分析している。
2010年選挙でミニックは共和党に近いはずのティーパーティー運動から支持を受けている。その理由はミニックがオバマケアや2009年アメリカ復興・再投資法に反対票を投じ、いわゆる「大きな政府」に反発している民主党議員として評価を受けたからであった。選挙では共和党のラウル・ラブラドールに約2,4000票、10ポイント近い差をつけられ、落選した。議員引退後、元選挙スタッフのロブ・エルスワース8Rob Ellsworth)、弁護士のクリス・ディアンジェロ(Chris DiAngelo)とともに、ロビー企業「The Majority Group」を共同設立し、ロビー活動を行なっている。

## 主張・政策
- 議員就任後、ミニックは下院民主党の保守系派閥「ブルードッグ連合（英語版）」に参加した[3][6]。On the Issuesはミニックの投票傾向から、「中程度のリベラルなポピュリスト」と評価している[14]。
- 財政保守主義者（英語版）とみなされており[15]、2009年アメリカ復興・再投資法[16]、クリーンエネルギー・安全保障法（英語版）[17]、オバマケア関連法の「アメリカのための適正な医療法(en)」に反対した。成長クラブ（英語版）は、議会での歳出削減への投票を評価し、民主党で3番目に高い評価を与えた[18]。

## 選挙歴

### 1996年
| 政党     | 候補者                | 票数    | 得票率 |
| -------- | --------------------- | ------- | ------ |
| 共和党   | ラリー・クレイグ      | 283,532 | 57.0%  |
| 民主党   | ウォルト・ミニック    | 198,422 | 40.0%  |
| 無所属   | Mary Jean Charbonneau | 10,137  | 2.0%   |
| 自然法党 | Susan Vegors          | 5,142   | 1.0%   |

### 2008年
| 政党   | 候補者             | 票数    | 得票率 |
| ------ | ------------------ | ------- | ------ |
| 民主党 | ウォルト・ミニック | 175,898 | 50.6%  |
| 共和党 | ウィリアム・サリ   | 171,687 | 49.4%  |

### 2010年
| 政党           | 候補者               | 票数    | 得票率 |
| -------------- | -------------------- | ------- | ------ |
| 共和党         | ラウル・ラブラドール | 126,231 | 51.0%  |
| 民主党         | ウォルト・ミニック   | 102,135 | 41.3%  |
| 無所属         | Dave Olson           | 14,365  | 5.8%   |
| リバタリアン党 | Mike Washburn        | 4,696   | 2.0%   |